# 習志野原子和清水給水
習志野原子和清水給水（ならしのはらこわしみずきゅうすい）は千葉県船橋市習志野台にあった馬の為の給水施設である。

## 所在地
北習志野近隣公園の中にある菖蒲園が、子者清水の跡だと考えられる。

## 交通
- 京成松戸線北習志野駅から徒歩6分